# Simor-kódex

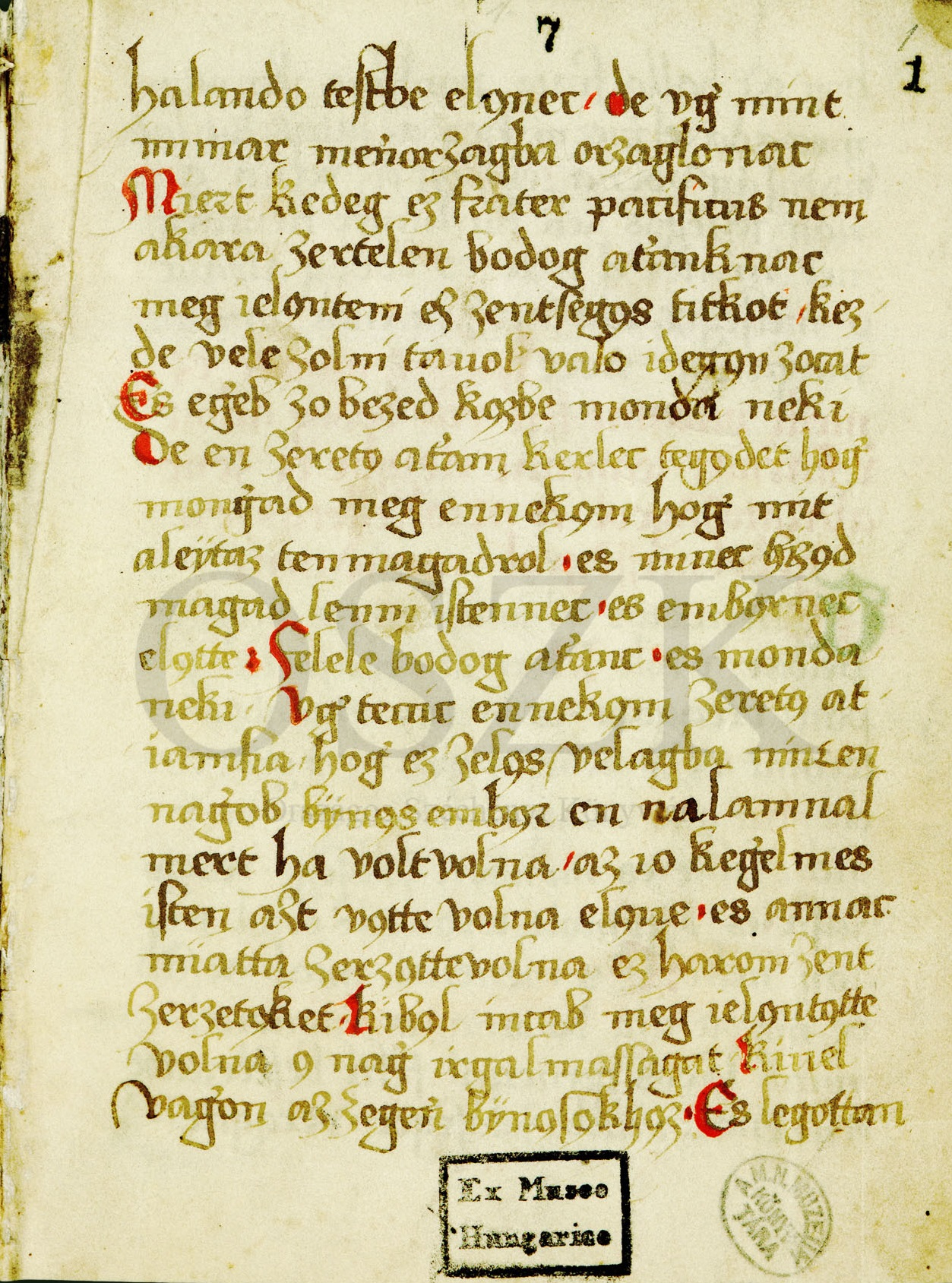
A Simor-kódex első levele.

A Simor-kódex írott nyelvemlék a 16. század elejéről; eredetileg az óbudai klarisszák számára másolták.  Kis nyolcadrétű hártyakódexnek 7 levélnyi töredéke. Részleteket tartalmaz Assisi Szent Ferenc életéből, azonos a Virginia-kódex egy részével. Nevét Simor János esztergomi érsekről kapta, akihez a kódex egy parasztembertől jutott Eppel Esztergom vármegyei faluban. A bíboros a kódexet a Magyar Nemzeti Múzeumnak ajándékozta.
Az eddigi kutatások szerint a Nádor-kódex, a Nagyszombati kódex és Simor-kódex másolója ugyanaz a személy volt; szintén ő az egyik másolója a Debreceni kódexnek is.